# Alois Pfleger
Alois Pfleger, né le 10 février 1965 à Krieglach (Haute-Styrie), est un coureur cycliste autrichien, actif de 1990 à 1998.

## Biographie
Il participe aux Course en ligne masculine aux championnats du monde de cyclisme sur route 1991 et Course en ligne masculine aux championnats du monde de cyclisme sur route 1992 qui se concluent par un abandon.

## Palmarès
- 1990
  - 2e du Raiffeisen Grand Prix
- 1991
  - Raiffeisen Grand Prix
- 1998
  - Circuit du Port de Dunkerque
  - 3e du Grand Prix des Flandres françaises

## Résultats sur le Tour d'Espagne
1 participation
- 1993 : non partant à la 19e étape